# Marshall Wayne
Marshall Wayne   (Saint Louis, 25 de maig de 1912 - Carolina del Nord, 16 de juny de 1999) fou un saltador estatunidenc que va competir durant la dècada de 1930.
El 1936 va prendre part en els Jocs Olímpics de Berlín, on disputà dues proves del programa de salts Guanyà la medalla d'or en la competició del salt de palanca de 10 metres i la de plata en la del salt de trampolí de 3 metres. En el seu palmarès també destaca el campionat de palanca de l'AAU de 1934 i 1936.
En finalitzar els Jocs realitzà diverses exhibicions a la Billy Rose's Aquacades. Durant la Segona Guerra Mundial fou pilot d'aviació, realitzant nombroses operacions de reconeixement amb èxit fins que el seu avió fou abatut sobre sòl italià. Ajudat pels italians fou reconduït a Anglaterra, on es recuperà de les ferides. Posteriorment treballà com a pilot per la Pan Am.